# 江戸名所記
『江戸名所記』（えどめいしょき）は、江戸時代前期に浅井了意によって著された江戸の名所記。寛文2年（1662年）5月、五条寺町河野道清版。先に『慶長見聞集』、『色音論』等もあるが、江戸全体を概括した純粋な地誌としては最初のものである。

## 概要
著者浅井了意は京都出身で江戸の滞在歴がある仮名草子作家で、先に東海道を題材とした『東海道名所記』を著しているが、本書は中川喜雲著の京都初の名所記『京童』に影響を受け、江戸内外の人々に対し江戸の名所を紹介するものである。江戸の繁栄ぶりを強調する記述が目立ち、先に明暦の大火の見聞を『むさしあぶみ』に著した著者が、その後の復興を他国に知らしめようとする意図も窺える。
版下の文字は了意の自筆である。
刊記に「寛文二年壬寅五月日」とある。巻4祢宜町歌舞伎条に「去年寛文元年」、巻5芝金杉村西応寺条に「今寛文二年ミつのえ寅」とあり、この2巻は刊行と同年の寛文2年（1662年）執筆と考えられるが、全ての内容を5ヶ月以内に書き上げたとは考えにくく、寛文元年（1661年）頃起稿とも考えられる。いずれにせよ、文章と挿絵の配置が十分に整えられておらず、挿絵の雲の形も不統一であることから、刊行はかなり拙速に行われたことがわかる。
序文には、春の麗らかな陽気に誘われて戸を出て歩いていると、長年の友達が同様の気分で宿を出て来た所に遭遇したので、立ち話をした。別れるのも名残惜しいので、流れに任せ、長年江戸に住みながら外の人の質問に答えられないのは愚かしく、また話の種ともなるので、江戸巡りを敢行したという設定が述べられている。二人が名所を巡り狂歌を応酬する形式は『竹斎』以来のもので、先の『東海道名所記』とも共通する。
記述は上方目線であり、挿絵も女性が被衣や市女笠を身につけるなど、京の風俗が混じり込んている。

## 後世の受容
書籍目録には以下のような記載があり、しばらく東西で版を重ねて販売されていたことがわかる。
- 寛文10年（1670年）江戸版『増補書籍目録』「七冊　江戸名所　松雲作」
- 寛文11年（1671年）京版『増補書籍目録』「江戸名所　松雲作　七」
- 延宝3年（1675年）京版『古今書籍題林』「七　江戸名所　了意作」
- 延宝3年（1675年）江戸版『増補書籍目録』「七　江戸名所記　了意」
- 天和元年（1681年）江戸版『書籍目録大全』「七　江戸名所記　松雲記　七匁」
- 元禄7年（1694年）大坂版『増益書籍目録大全』「七　ゑさうしや　江戸名所記　松雲作　五匁」

「ゑさうしや」は絵双紙屋喜左衛門のことと思われるが、伝存不明。
江戸後期には入手が難しくなったと見え、山東京伝が曲亭馬琴に本書を借用していたことを示す書簡が残る。

## 収録
- 塙保己一集、国書刊行会編『続々群書類従』第8輯、国書刊行会、1906年
- 同、続群書類従完成会、1970年
- 同、八木書店古書出版部、2013年
- 江戸叢書刊行会編『江戸叢書』巻2、江戸叢書刊行会、1916年
  - 同、日本図書センター、1980年
  - 同、鳳文書館、1992年
- 山田清作編輯『江戸名所記』＜稀書複製会10期＞、米山堂、1936年
- 守随憲治校訂『江戸名所記』＜改造文庫第2部第470篇＞、改造社、1940年
- 多麻史談会編『江戸名所記』多麻史談会、1946年
- 朝倉治彦校注・解説『江戸名所記』名著出版、1976年
- 市古夏生解説『江戸名所記』＜近世文学資料類従古板地誌編第8＞、勉誠社、1977年
- 朝倉治彦編『日本名所風俗図会』江戸の巻1、角川書店、1979年
- 朝倉治彦編『仮名草子集成』第7巻、東京堂出版、1986年
- 浅井了意全集刊行会編『浅井了意全集』仮名草子編第7巻、岩田書院（予定）[6]